# Decoy (Schiff, 1895)
Die HMS Decoy war ein Torpedobootszerstörer der Daring-Klasse der britischen Marine, der von 1895 bis 1904 in Dienst stand.

## Allgemeines
Das Schiff lief am 7. Februar 1894 als letztes Boot der 1892 bestellten „26-knotter“ bei der Werft von John Isaac Thornycroft in Chiswick vom Stapel.
Während ihrer Einsatzzeit erwies sich das im Bug installierte Torpedorohr als in der Praxis unbrauchbar, da das Schiff bei Angriffen mit hoher Geschwindigkeit Gefahr lief, seinen eigenen Torpedo zu überholen. Außerdem beengte die klobige Röhre die Mannschaftsquartiere und machte das Vordeck anfällig für Überflutungen. Auf Grund dieser Erfahrungen wurde das Bugrohr beim Schwesterschiff HMS Daring später entfernt.
Die Decoy ging am 13. August 1904 vor den Scilly-Inseln verloren, als sie während einer Nachtübung mit HMS Arun kollidierte. Ein Besatzungsmitglied starb, die anderen 40 wurden von der HMS Arun und der HMS Sturgeon gerettet.
Die Untersuchung durch das Kriegsgericht fand an Bord des Linienschiffs HMS Conqueror statt. In der ersten Verhandlung am 22. August wurde die volle Schuld dem Kommandanten der Arun, Commander Reginald Tyrwhitt, dem späteren Befehlshaber der Harwich Force im Ersten Weltkrieg, zugewiesen.  In der Berufungsverhandlung am 30. August wurde der Vorwurf der Pflichtverletzung fallen gelassen, die Anklage wegen Gefährdung beider Schiffe aber bestätigt.